# Exuperius (Thebaans Legioen)

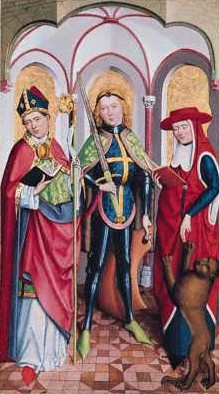
Altaarstuk met de heiligen Ambrosius van Milaan (links), Exuperius (midden) en Hiëronymus van Stridon (rechts), National Gallery (Londen)

Exuperius of Exupernis wordt door de Katholieke Kerk als een heilige en martelaar vereerd. Volgens de traditie was hij de standaarddrager van het beroemde Thebaanse Legioen en dus een metgezel van de heilige Mauritius en Candidus. Zijn feestdag is 23 september.   

## Verering
Volgens de traditie werden Exuperius' relieken in de 10e eeuw overgebracht naar de abdij van Gembloers, in de huidige Belgische provincie Namen. Deze translatie zou geïnitieerd zijn door de stichter van deze abdij, Sint-Guibertus, die de nieuwe abdij wijdde aan Sint-Petrus en Sint-Exuperius. De heilige die speciaal in Gembloers wordt vereerd, Sigebert van Gembloers, schreef een lang gedicht over het martelaarschap van het Thebaanse Legioen. Moderne historici twijfelen aan zijn verhaal en menen dat Exuperius niet vanaf de stichting van de abdij werd vereerd te Gembloers, maar pas vanaf de 11e eeuw, nadat abt Olbert van Gembloers zijn relieken had bemachtigd.

## Voetnoten
1. ↑  (en)  Henry Wace, A Dictionary of Christian Biography, Literature, Sects and Doctrines (1880), 439.
2. ↑  (en) Sigebert of Gembloux, lemma in Catholic Encyclopedia, 1913. Gearchiveerd op 8 oktober 2022.
3. ↑  Uitgegeven in: Ernst Dümmler, "Sigebert's von Gembloux Passio sanctae Luciae virginis und Passio sanctorum Thebeorum" in: Abhandlungen der koniglichen Akademie der Wissenschaften zu Berlin, 1893, p. 44-125
4. ↑  Michel De Waha, "Sigebert de Gembloux faussaire? Le chroniqueur et les ‘sources anciennes’ de son abbaye" in: Belgisch Tijdschrift voor Filologie en Geschiedenis, 1977, p. 1010
5. ↑  Tino Licht, Untersuchungen zum biographischen Werk Sigeberts von Gembloux, 2005, p. 13-14, n. 62